# 1895 County Championship
Navigation
Édition précédente Édition suivante
Le 1895 County Championship fut le sixième County Championship et se déroule du 6 mai au 2 septembre 1895. Surrey remporte son cinquième titre.
La compétition a vu la première participation à la compétition de Derbyshire, Essex, Hampshire, Leicestershire et Warwickshire.

## Tableau final
Un point a été accordé pour une victoire et un point a été enlevé pour chaque défaite, donc:
- 1 pour une victoire
- 0 pour un match nul
- -1 pour une défaite

| Equipe          | Pld | W  | T | L  | D | A | Pts | Fin | %Fin   |
| --------------- | --- | -- | - | -- | - | - | --- | --- | ------ |
| Surrey          | 26  | 17 | 0 | 4  | 5 | 0 | 13  | 21  | 61.91  |
| Lancashire      | 22  | 14 | 0 | 4  | 3 | 1 | 10  | 18  | 55.56  |
| Yorkshire       | 26  | 14 | 0 | 7  | 5 | 0 | 7   | 21  | 33.33  |
| Gloucestershire | 18  | 8  | 0 | 6  | 4 | 0 | 2   | 14  | 14.29  |
| Derbyshire      | 16  | 5  | 0 | 4  | 7 | 0 | 1   | 9   | 11.11  |
| Middlesex       | 18  | 6  | 0 | 6  | 6 | 0 | 0   | 12  | 0.00   |
| Warwickshire    | 18  | 6  | 0 | 6  | 6 | 0 | 0   | 12  | 0.00   |
| Somerset        | 18  | 6  | 0 | 8  | 3 | 1 | –2  | 14  | –14.29 |
| Essex           | 16  | 5  | 0 | 7  | 4 | 0 | –2  | 12  | –16.67 |
| Hampshire       | 16  | 6  | 0 | 9  | 1 | 0 | –3  | 15  | –20.00 |
| Sussex          | 18  | 5  | 0 | 9  | 4 | 0 | –4  | 14  | –28.57 |
| Leicestershire  | 16  | 3  | 0 | 10 | 3 | 0 | –7  | 13  | –53.85 |
| Nottinghamshire | 16  | 3  | 0 | 10 | 3 | 0 | –7  | 13  | –53.85 |
| Kent            | 18  | 3  | 0 | 11 | 4 | 0 | –8  | 14  | –57.14 |
| Source:         |     |    |   |    |   |   |     |     |        |

### Résumé statistique
| Most runs | Most runs | Most runs          | Most runs       |
| Aggregate | Average   | Joueur             | Comté           |
| --------- | --------- | ------------------ | --------------- |
| 1,787     | 51.05     | Bobby Abel         | Surrey          |
| 1,446     | 43.81     | Albert Ward        | Lancashire      |
| 1,424     | 50.85     | W. G. Grace        | Gloucestershire |
| 1,364     | 41.33     | K. S. Ranjitsinhji | Sussex          |
| 1,167     | 27.13     | John Tunnicliffe   | Yorkshire       |
| Source:   |           |                    |                 |

| Most wickets | Most wickets | Most wickets     | Most wickets    |
| Aggregate    | Average      | Joueur           | Comté           |
| ------------ | ------------ | ---------------- | --------------- |
| 239          | 13.78        | Tom Richardson   | Surrey          |
| 182          | 13.71        | Arthur Mold      | Lancashire      |
| 136          | 14.80        | Bobby Peel       | Yorkshire       |
| 130          | 16.93        | George Hirst     | Yorkshire       |
| 124          | 12.58        | Charlie Townsend | Gloucestershire |
| Source:      |              |                  |                 |